# Passiflora panamensis
Passiflora panamensis är en passionsblomsväxtart som beskrevs av Ellsworth Paine Killip. Passiflora panamensis ingår i släktet passionsblommor, och familjen passionsblomsväxter. Inga underarter finns listade i Catalogue of Life.